# Ариго Бойто
Ариго Бойто, роден Енрико Джузепе Джовани Бойто (на италиански: Enrico Giuseppe Giovanni Boito, Arrigo Boito), е италиански либретист, композитор, поет и критик, чиято единствена завършена опера е „Мефистофел“. Сред оперите, на които той пише либретата, са последните две монументални опери на Джузепе Верди „Отело“ и „Фалстаф“, както и операта на Амилкаре Понкиели „Джоконда“.
Заедно с Емилио Прага и брат си Камило Бойто, той е считан за един от видните представители на художественото движение скапилятура (италианската бохема). Той пише есета под името Тобия Горио, псевдоним анаграма.

## Биография
Бойто е роден на 24 февруари 1842 г. в Падуа. Син е на Силвестро Бойто, художник на миниатюри, който не е от благороден произход, но се представя за благородник, и на съпругата му, полската графиня Йозефина Радолинска. По-големият му брат Камило Бойто е италиански архитект и инженер, както и известен изкуствовед, историк на изкуството и романист.
Учи музика в Миланската консерватория при Алберто Мацукато до 1861 г. Получава стипендия за Париж, където се запознава с Джузепе Верди, за когото през 1862 г. написва текста на Химна на народите. Когато избухва Австрийско-пруско-италианска война през 1866 г., Бойто се присъединява към доброволците на Джузепе Гарибалди.
Между 1887 и 1894 г. Бойто има връзка с известната актриса Елеонора Дузе. Връзката им се осъществява изключително тайно, вероятно заради многобройните аристократични приятели и познати на Бойто. Въпреки това оцелява обемната им кореспонденция през годините. Двамата остават в добри отношения до смъртта му.
Към края на музикалната си кариера, в 1889 г. Бойто заема поста на починалия Джовани Ботесини като директор на Пармската консерватория и остава такъв до 1897 г. Той получава почетната степен „доктор по музика“ от Университета в Кеймбридж през 1893 г. След смъртта си на 10 юни 1918 г. в Милано е погребан там в Cimitero Monumentale. Бойто е атеист.
През 1948 г. в Ла Скала е изнесен възпоменателен концерт в негова чест. Оркестърът е дирижиран от Артуро Тосканини. Записан в много примитивен звук, концертът е издаден на CD.

## Творчество

### Музикални творби
Бойто създава много малко музикални произведения. Завършва – и по-късно унищожава – операта Ero e Leandro. Оставя незавършена операта „Нерон“, върху която работи между 1877 и 1915 г.  Артуро Тосканини и Винченцо Томазини я довършват и тя е поставена на сцена през 1924 година. Оставя и Симфония в ла минор в ръкопис.
Единствената завършена опера на Бойто, „Мефистофел“, базирана на „Фауст“ на Гьоте, е представена за първи път на 5 март 1868 г. в Ла Скала, Милано. Премиерата, която той сам дирижира, е приета зле, предизвиквайки безредици и дуели заради предполагаемия си „ вагнеровизъм“ и е спряна след две представления. Бойто преработва операта и тя има по-успешна втора премиера в Болоня на 10 април 1875 г. В тази преработена и драстично съкратена версия променя Фауст от баритон в тенор. „Мефистофел“ е единственото негово произведение, изпълнявано редовно днес, а Енрико Карузо включва двете тенорови арии в първата си записна сесия. Прологът на операта е любим концертен откъс.

### Либрета
Освен че пише либрета за собствените си опери, Бойто написва такива и за други композитори, особено за по-големи опери на Джузепе Верди и Амилкаре Понкиели. Като Тобия Горио той предоставя либретото за „Джокондата“ на Понкиели.
Сътрудничеството му с Верди започва с Inno delle nazioni („Химн на нациите“, Лондон, 1862 г.), Бойто го обижда в тост за своя дългогодишен приятел, композитора (и по-късно диригент) Франко Фачо. Сближаването е постигнато от музикалния издател Джулио Рикорди, чиято дългосрочна цел е да убеди Верди да напише друга опера. Верди се съгласява Бойто да преразгледа либретото на оригиналния „Симон Боканегра“ от 1857 г. Музикологът Роджър Паркър спекулира, че това се основава на желанието да се „тества възможността“ за работа с Бойто, преди евентуално да се заеме с по-голям проект. Ревизираният „Боканегра“ е представен с голям успех през 1881 г. С това взаимното им приятелство и уважение процъфтяха и следва по-голям проект, „Отело“.  Въпреки че целта на Верди да напише музиката за опера, базирана на „Крал Лир“ на Шекспир, така и не се осъществява (въпреки съществуването на либрето), Бойто предоставя фини и резонансни либрета не само за „Отело“ (въз основа на пиесата на Шекспир „Отело“), но и за „Фалстаф“ (който е базиран на две други пиеси на Шекспир, „Веселите уиндзорки“ и части от „Хенри IV“). След много години на тясно общуване, когато Верди умира през 1901 г., Бойто е до леглото му.

#### Списък
- Amleto („Хамлет“), Франко Фачо, 1865
- Mefistofele („Мефистофел“), 1868, собствена музика на Бойто; 1875, негова собствена музика
- Il tramonto, Гаетано Коронаро, 1873
- La falce, Алфредо Каталани, 1875
- La Gioconda („Джоконда“), Амилкаре Понкиели, 1876
- Semira, Л. Сан Джермано, никога изпълнен
- Ero e Leandro, Джовани Ботезини, 1879 – Луиджи Манчинели, 1897)
- Simon Boccanegra („Симон Боканегра“) , Джузепе Верди, 1881 (ревизирана версия на оригинала от 1857)
- Basi e bote, Рикардо Пик-Манджагали, 1927
- Otello („Отело), Верди, 1887
- Falstaff („Фалстаф“), Верди, 1893
- Nerone, собствена музика на Бойто, недовършена, липсва действие V; 1924)

## Записи
Съществуват записи на две опери:
- Мефистофел [3]
- Нерон [3]